# Pierruiats
Pierruiats, jedno od plemena šošonskih Indijanaca koje je pripadalo skupini poznatoj pod kolektivnim imenom Gosiute. Živjeli su (1873) na Deep Creeku u jugozapadnom Utahu. Spominju ih Powell i Ingalls u Ind. Aff. Rep, 1873.